# جان پارکینسون
جان پارکینسون (انگلیسی: John Parkinson؛ ۱۰ فوریهٔ ۱۸۸۵ – ۵ ژوئن ۱۹۷۶) یک متخصص قلب اهل بریتانیا بود.
او یکی از سه پزشکی بود که برای نخستین بار سندرم ولف پارکینسون وایت را به‌طور کامل توصیف کردند.
وی دانش‌آموختهٔ کالج دانشگاهی لندن و دانشگاه فرایبورگ و مدتی نیز از دستیاران جیمز مکنزی بود.